# Joachim Gottfried Wilhelm Scheerer
Joachim Gottfried Wilhelm Scheerer auch Joachim Gottfried Wilhelm Scherer (* 19. November 1772 in Treptow; † 1. Oktober 1826 in Berlin) war ein deutscher Schriftsteller.

## Leben
Wilhelm Scheerer war gelernter Apotheker und später auf Reisen, bevor er sich in Berlin als Schriftsteller niederließ. Er verfasste einige Schauspiele und politische Schriften.
Scheerer kritisierte zusammen mit Franz Daniel Friedrich Wadzeck die aufkeimenden liberalen Bewegungen und ihre Vertreter, so etwa Friedrich Ludwig Jahn und die Turnerbewegung. Er warf den Turnern „Republikanismus, Rohheit, Sittenlosigkeit und militärische Nutzlosigkeit“ vor.
Beim Wartburgfest von 1817 wurden Werke Scheerers als angebliche "Schandschriften des Vaterlandes"symbolisch verbrannt.

## Werke (Auswahl)
- Die Reise ins Vaterland, Schauspiel in zwei Aufzügen,  1797
- Die Turnfehde, oder: Wer hat Recht?, 1818
- Deutschlands Triumph, oder das entjochte Europa, 1814/1815